# Effektive Parteienzahl
Effektive Parteienzahl ist eine Methode zur statistischen Analyse von Wahlen, die die effektive Anzahl der politischer Parteien im Parteiensystem eines Landes misst. Die Idee hinter diesem Konzept, das 1979 von Markku Laakso und Rein Taagepera eingeführt wurde, besteht darin, Parteien zu zählen und die Zahl nach ihrer relativen Stärke zu gewichten. Die relative Stärke bezieht sich auf ihren Stimmenanteil an der effektiven Zahl der Wahlparteien (ENEP) oder den Anteil der Sitze im Parlament an der effektiven Zahl der Parlamentsparteien (ENPP). Diese statistische Analyse von Wahlen ist besonders nützlich, wenn Parteiensysteme zwischen Ländern verglichen werden (Wahlforschung). Die Parteienzahl ist nur dann gleich der effektiven Parteienzahl, wenn alle Seiten gleich stark sind. In allen anderen Fällen ist die effektive Parteienzahl geringer als die tatsächliche Parteienzahl. Die effektive Zahl der Parteien ist eine häufige Operationalisierung politischer Fragmentierung.
Effektive Parteienzahl kann nach folgender Formel berechnet:
| {\displaystyle N={\frac {1}{\sum _{i=1}^{n}p_{i}^{2}}}} |

wo {\displaystyle n} ist die Anzahl der Parteien mit mindestens einer Stimme/einem Sitz und {\displaystyle p_{i}^{2}} das Quadrat des Anteils jeder Partei an allen Stimmen oder Sitzen. Für die effektive Anzahl der Wahlparteien (ENEP) wird der Stimmenanteil und für die effektive Anzahl der Parlamentsparteien (ENPP) der Mandatsanteil eingesetzt. Der Anteil muss normalisiert werden, sodass beispielsweise 50 Prozent 0,5 und 1 Prozent 0,01 sind.

## Effektive Parteienzahl einzelner Staaten
Nachstehend sind die effektiven Zahlen der parlamentarischen Parteien (ENPP) für jedes Land aufgeführt, wobei nur die letzte verfügbare Zahl angegeben ist.
| Land                   | Wahl | Parteienzahl | Effektive Parteienzahl |
| ---------------------- | ---- | ------------ | ---------------------- |
| Belgien                | 2024 | 12           | 9,29                   |
| Dänemark               | 2022 | 13           | 7,55                   |
| Deutschland            | 2021 | 8 a          | 5,50                   |
| Finnland               | 2023 | 10           | 5,56                   |
| Frankreich             | 2024 | 15 b         | 4,58                   |
| Indien                 | 2024 | 35           | 3,89                   |
| Island                 | 2024 | 6            | 5,43                   |
| Italien                | 2022 | 14           | 5,58                   |
| Niederlande            | 2023 | 15           | 7,03                   |
| Österreich             | 2024 | 5            | 4,13                   |
| Polen                  | 2023 | 5            | 3,13                   |
| Slowakei               | 2023 | 7            | 5,44                   |
| Schweden               | 2022 | 8            | 5,18                   |
| Schweiz                | 2023 | 10           | 5,13                   |
| Spanien                | 2023 | 11           | 3,44                   |
| Tschechien             | 2021 | 7            | 4,67                   |
| Vereinigtes Königreich | 2024 | 15           | 2,24                   |
| Vereinigte Staaten     | 2024 | 2            | 2,00                   |